# Калянинское
Калянинское — деревня в Луховицком районе Московской области России, входит в состав сельского поселения Газопроводское.

## Расположение
Последний населённый пункт Подмосковья при движении по трассе М5 в сторону Челябинска. Расстояние от Москвы - 155 км, от Рязани - 25 км.
- Расстояние от административного центра поселения — посёлка Газопроводск
  - 6 км на юго-восток от центра посёлка
  - 7 км по дороге от границы посёлка
- Расстояние от административного центра района — города Луховицы
  - 25 км на юго-восток от центра города
  - 21 км по дороге от границы города (прямо по Новорязанскому шоссе)

## История
До 1929 года административно входило в состав Зарайского уезда Рязанской губернии.

## Транспорт
Через деревню проходит федеральная автомагистраль М5 — «Урал», представленная в этом регионе Новорязанским шоссе. Автомагистраль здесь проходит практически через деревню и соединяет Москву, Бронницы, Луховицы и Рязань.
Деревня Калянинское связана автобусным сообщением с райцентром городом Луховицы, некоторыми сёлами родного Луховицкого и соседних Коломенского района и Зарайского районов, городом Коломной а также с Рязанью и Рязанской областью.

## Население
| 2002 | 2006 | 2010 |
| ---- | ---- | ---- |
| 37   | ↘35  | ↘29  |

## Известные уроженцы
- Лагутин Павел Филиппович (1896—1975) — советский военный деятель, генерал-лейтенант (1944 год).